# Oscaecilia bassleri
Oscaecilia bassleri é uma espécie de anfíbio gimnofiono da família Caeciliidae. Está presente no Equador, Peru e possivelmente na Bolívia e na Colômbia. O seu habitat natural inclui florestas tropicais e subtropicais húmidas de baixas altitudes, plantações, jardins rurais e antiga floresta altamente degradada.